# Bertrand M. Patenaude
Bertrand Patenaude (ur. 1956) – amerykański historyk i sowietolog. 
Zajmuje się historią Rosji. Jest profesorem Stanford University, jest też związany z Hoover Institution. 

## Wybrane publikacje
- Soviet Scholarship under Gorbachev (Center for Russian and East European Studies, Stanford 1988)
- The Russian Revolution (Garland, 1992)
- Stalin and Stalinism (Garland, 1992)
- (współautor: Terence Emmons), War, Revolution, and Peace in Russia. The Passages of Frank Golder, 1914–1927 (Hoover Institution Press, 1992)
- The Big Show in Bololand. The American Relief Expedition to Soviet Russia in the Famine of 1921 (Stanford University Press, 2002)
- A Wealth of Ideas. Revelations from the Hoover Institution Archives (Stanford University Press, 2006)
- Trotsky. Downfall of a Revolutionary (HarperCollins, 2009)

## Publikacje w języku polskim
- Trocki: upadek rewolucjonisty, przeł. Jerzy Wołk Łaniewski, Wrocław - Poznań: Wydawnictwo Dolnośląskie Oddział Publicat 2010.